# Lisnave

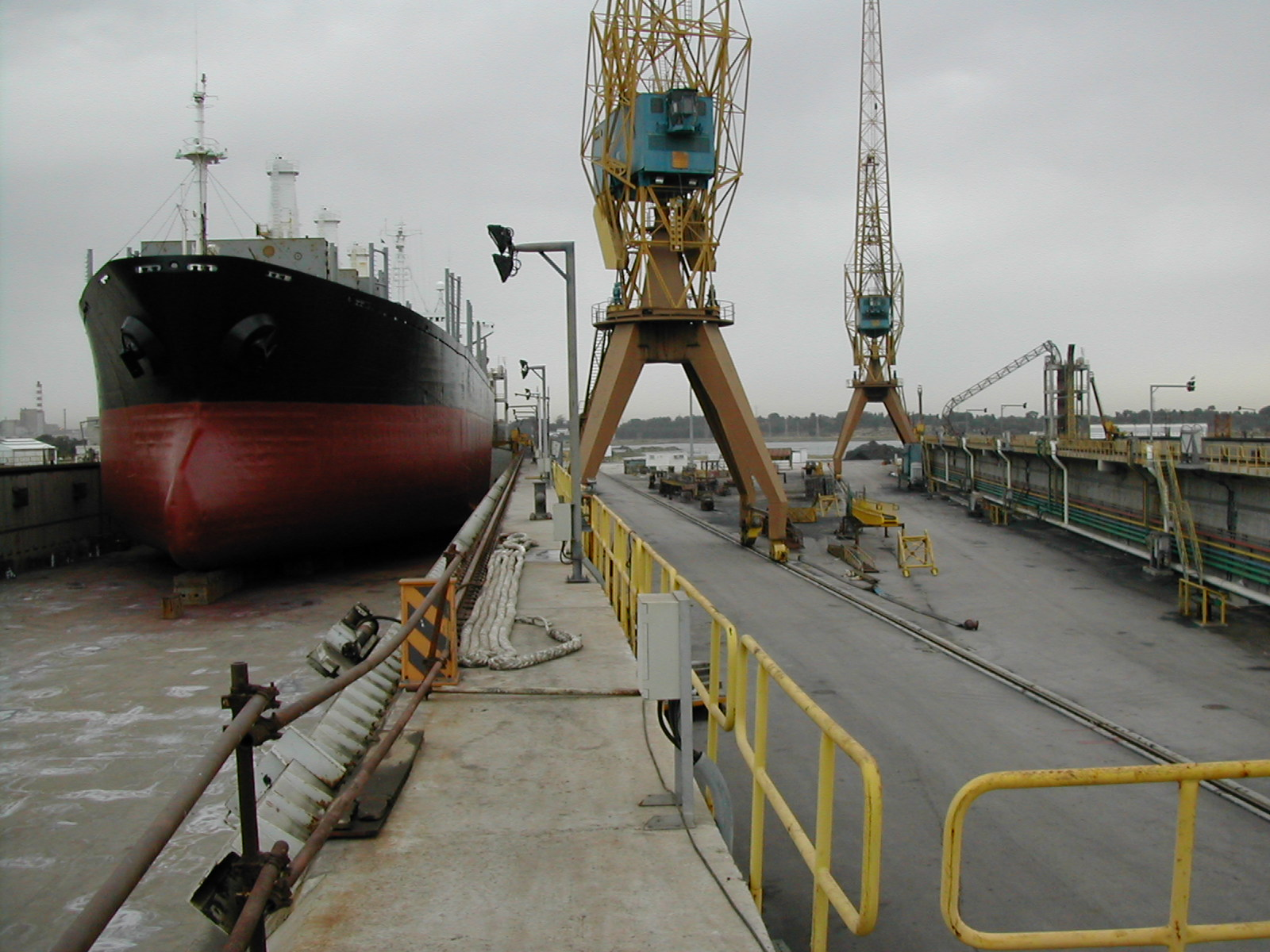
Doca 31 do actual Estaleiro da Mitrena em Setúbal.

Os Estaleiros Navais de Lisboa (Lisnave) ou Lisnave - Estaleiros Navais, SA são uma empresa de construção e reparação naval portuguesa.
Após o ano 2000, data a partir da qual foi encerrado o Estaleiro da Margueira, em Cacilhas, Almada, a empresa mudou-se para os Estaleiros da Mitrena (ex-Setenave), em Setúbal, passando a ser nesse local o seu centro de laboração.
No Estaleiro da Mitrena destacam-se, pela originalidade da solução, as três docas secas 31, 32 e 33, situadas acima do solo e acessíveis por meio de uma eclusa e no antigo Estaleiro da Margueira destaca-se o gigantesco pórtico de 300 toneladas.

## História

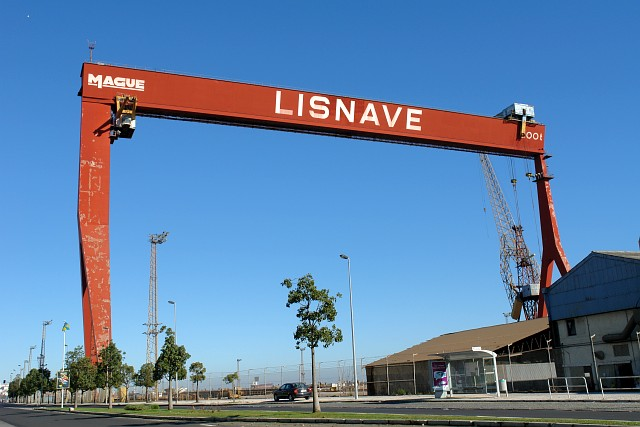
Pórtico da Lisnave no antigo Estaleiro da Margueira em Cacilhas, Almada.

A empresa remonta ao ano de 1937 quando a CUF de Alfredo da Silva ganhou a concessão do Estaleiro Naval da Administração Geral do Porto de Lisboa. Note-se que anteriormente a esta concessão, a CUF, já possuía no Barreiro um pequeno estaleiro onde construía fragatas e lanchas a motor para uso na Companhia. A tomada do Estaleiro Naval da Administração Geral do Porto de Lisboa, fazia parte da estratégia de crescimento da CUF, de forma a garantir o controlo do maior estaleiro nacional, de inquestionável importância no desenvolvimento e apoio da frota da Sociedade Geral de Indústria Comércio e Transportes, pertença deste grupo industrial. Será este grupo industrial que o irá administrar até 14 de Dezembro de 1960, ano em que a concessão é trespassada para a Navalis. Este Estaleiro à época tinha instalações que lhe permitiam construir navios até cerca de 5 000 toneladas de arqueação bruta, ou de comprimento total até cerca de 140 metros, possuindo 5 Docas Secas: de 173, 104, 63, 48 e 44 metros . A Lisnave foi oficialmente constituída a 11 de Setembro de 1961 sendo seu Presidente do Conselho de Administração José Manuel de Mello. O objectivo desta nova empresa era o de continuar a realizar o empreendimento da construção e reparação naval que na época estava ainda apenas confinada ao Estaleiro da Rocha Conde de Óbidos.
A 1 de Janeiro de 1963 o Estaleiro da Rocha Conde de Óbidos foi desta forma transferido para a Lisnave que passou a ser a concessionária, juntamente com as 2286 pessoas que ali laboravam. De referir que a 24 de Abril do mesmo ano o capital social da empresa é elevado para o valor de 250 milhões escudos, necessários para a realização do empreendimento do novo Estaleiro da Margueira, em Almada que seria inaugurado com a presença do Presidente da República, Almirante Américo Thomaz a 23 de Junho de 1967. No final do ano de 1966 trabalhavam na Lisnave 3 918 pessoas, das quais cerca de 900 encontravam-se já na Margueira, envolvidas nos trabalhos de construção e de exploração do estaleiro.
Devido à sua excelente situação geográfica, e encontrando-se na convergência das principais rotas dos petroleiros e dos mineraleiros, este estaleiro naval tinha como objectivo a reparação e a assistência dos mesmos. Aquando da sua inauguração o Estaleiro da Margueira possuía uma área de 300 mil m² com um comprimento de 1 480 metros disponível para a acostagem de navios, e 2 Docas secas uma com 350m x 54m para navios até 300 mil toneladas e outra com 266 m x 42 m para navios até 100 mil toneladas, permitindo deste modo a docagem de navios de grande arqueação numa zona onde se desenvolvia o tráfego de 75% dos petroleiros de todo o mundo e revelando-se uma estratégia acertada, visto que em 1967 o canal do Suez foi encerrado, obrigando os armadores a praticar a chamada Rota do Cabo. Para fazer face a esta problemática, os armadores iriam construir petroleiros cada vez maiores em termos de porte, dando-se início à era dos Superpetroleiros.

### 1967
Enquanto se procedia à construção do Estaleiro da Margueira, a Lisnave, promoveu, com os seus estaleiros associados na Suécia e Holanda cursos de formação profissional sobre novas técnicas de construção e reparação naval, assim como cursos de inglês para os trabalhadores da Lisnave. Podemos afirmar que a Construção do Estaleiro da Margueira, pela sua situação nas rotas marítimas mundiais e pela sua envergadura, foi sem dúvida um dos primeiros grandes projectos industriais portugueses virados para o mercado externo, entrando assim a empresa num sector com concorrência internacional feroz, conseguindo construir em poucos anos uma enorme reputação internacional. Para complementar os trabalhos a realizar nos navios docados pela Lisnave, ainda no ano de 1967 esta empresa funda a GASLIMPO (Sociedade de Gasgasificação de Navios) sendo para esse efeito adquirido um petroleiro que foi baptizado de «Praia Branca» que após a sua adaptação passou a ser uma estação de limpeza flutuante. A GASLIMPO seria a partir daquela data a responsável, pela lavagem e limpeza dos tanques dos navios a reparar, bem como de separar o óleo da água, lançar a água limpa no rio e, com o óleo recuperado, produzir o vapor necessário ao próprio serviço de limpeza dos tanques.

### 1968
Para se ter uma ideia do volume de trabalho desenvolvido pela empresa no ano de 1968, foram docados 590 navios (437 no Estaleiro Norte, Rocha Conde de Óbidos e 153 no Estaleiro Sul, Margueira) representando dessa forma um total de 6 055 075 toneladas brutas (670 593 no Estaleiro Norte e 5 384 482 no Estaleiro Sul) representando um valor total de 739 000 contos. Iniciou-se a  Comissão Interna da Empresa - C.I.E., sendo o elo dos trabalhadores com a sua Administração, os corpos gerentes votados pelos trabalhadores para os representarem nas C.I.E. eram eleitos de 3 em 3 anos, discutindo junto da Administração, uma vez por mês, os problemas que pudessem existir. Em matéria de construções navais foram entregues o arrastão «Santa Mafalda» à Empresa de Pesca de Aveiro, e os butaneiros «CIDLA» e «Bandim» à SACOR Marítima. Foram também concluídos a maior parte dos grandes investimentos na Margueira, tais como as oficinas de electricidade, de conservação, da escola de aprendizes e o escritório central. Ainda nesse ano, devido ao grande desenvolvimento que se verificava nas tonelagens dos grandes petroleiros, para dimensões ainda maiores que as antigidas, (300 mil toneladas, havendo já possibilidades de construção de petroleiros até 500 mil toneladas) a Lisnave tinha ja planos para a possibilidade de expansão do Estaleiro Sul.

### 1969
Entrou em laboração no princípio de 1969 uma nova empresa de seu nome E.N.I. - Electricidade Naval e Industrial, na qual foram integrados os serviços da Divisão Electrotécnica da Lisnave, desenvolvendo assim a sua actividade quer no sector naval, quer no de instalações industriais, nas especialidades de electrónica e automação. O número de trabalhadores da E.N.I. rondava as 500 pessoas.  Nesse ano os Estaleiros da Lisnave docaram 600 navios (436 no Estaleiro Norte e 164 no Estaleiro Sul) num total de 7 500 000 toneladas brutas, registando um acréscimo de 24% da sua actividade face ao ano anterior. Foi um ano decisivo para o plano de expansão do Estaleiro da Margueira, não só devido a construção de unidades com cada vez maior arqueação bruta, como ainda de o próprio Estaleiro da Lisnave, poder oferecer e garantir um bom nível de qualidade a todos os seus clientes. Falando-se na construção de uma nova doca que estaria apta a receber navios com mais de 750 000 toneladas brutas, estando desta forma o estaleiro apto no futuro a reparar os maiores navios existentes no mundo, sendo o custo previsto da nova doca na ordem dos 500 000 contos, recorrendo-se na sua grande maioria a firmas e tecnologia portuguesas. Foi entregue à empresa SOPONATA o petroleiro «Larouco» com 81.710 toneladas. Procedeu-se à compra de um segundo petroleiro de 17.000 toneladas, adaptado a estação de limpeza flutuante. Ficou ainda definido um novo plano de investimentos datados do presente ano até 1974, orçado em cerca de 800 000 contos. Registe-se que em 1969 a Lisnave, detinha 39% da reparação mundial de navios até 300 000 toneladas.

### 1970
Durante este ano foram docadas um total de 8 195 000 toneladas brutas, das quais 96% eram pertencentes a armadores estrangeiros. Ficou definido no plano de investimentos a construção da nova doca seca (futura doca 13) passando a deter como nova capacidade, a docagem de navios até 1 milhão de toneladas. Procedeu-se a uma reestruturação da orgânica da Lisnave, deixando de exercerem os seus cargos os Directores-Gerais, Eng. João Rocheta e Eng. Thorsten Anderson, tendo-se respectivamente substituído estes cargos, pelos lugares de Administrador-Delegado e Administrador-Delegado adjunto. Elevou-se o capital social da empresa para o valor de 500.000 contos, aprovada em Assembleia Geral Extraordinária. A actividade desenvolvida pela empresa no presente ano destinou-se principalmente ao mercado externo, sendo ainda de referir que o valor bruto da produção ultrapassou pela primeira vez 1 milhão de contos (1.200.000 contos)mais 27% do que o ano anterior. Subiu ainda a tonelagem média dos navios docados na Margueira (74 300 toneladas, para 92 300 toneladas) demonstrando desta forma o considerável aumento das dimensões dos navios reparados neste Estaleiro. Destaca-se como principal trabalho de reparação a efectuada ao navio tanque «Kong Haakon VII» de 220 000 toneladas, no qual foram substituídas 8000 toneladas de aço danificado por uma explosão em alto mar. Tendo o navio chegado a Lisboa em Abril para a reconstrução do seu corpo central, sendo entregue aos armadores a 1 de Dezembro, à época foi uma das maiores e mais complexas reparações efectuadas em Estaleiros Navais em período tão curto de tempo, contribuindo desta forma para a sua reputação internacional. Neste ano iniciou-se um novo tipo de actividades, com a construção de grandes secções, proas e partes centrais de navios, tendo a empresa assinado um contrato para o fornecimento de secções de proas no montante equivalente a 30 000 toneladas por ano. A Lisnave entra assim num campo mais elevado de tecnologia que lhe irá permitir efectuar reparações mais complexas, assim como "Jumboizing" (termo aplicado ao aumento de capacidade de carga dos navios, por acrescentamento de uma nova secção ao navio. As obras da futura doca 13 prosseguiram de acordo com o programa estabelecido, tendo sido instalados na respectiva doca grande parte do equipamento, como, bombas, meios de elevação, válvulas, encanamentos etc. A grua que iria servir a nova doca, detendo um pórtico de 300 toneladas, estava a ser construída pela MAGUE - Construções Metalicas S.A.R.L. assim como o conjunto de guindastes convencionais da futura doca.  Utilizando mais uma vez técnicas e empresas nacionais a Lisnave contribui sem a menor sombra de dúvida para o desenvolvimento e até prestigio da indústria nacional, quer no próprio país, como no estrangeiro. É concluído ainda neste ano a estação de bombagem e a sua instalação, enquanto no Estaleiro da Rocha se procedia à construção da comporta para a doca. Inaugurou-se a 23 de junho o Centro de Formação Manoel de Mello que viria a permitir a formação de 3000 homens por ano, contribuindo fortemente para aumentar a especialização de todos os operários da Lisnave, essencial num mercado tão competitivo como é o da construção e reparação naval, como aliás já o foi anteriormente referido. O total de salários e ordenados pagos, incluindo encargos sociais, aumentou de 1969 para 1970 de 298 239 contos para 357 726 contos. Devido ao aumento da produtividade global durante o corrente ano foi ainda possível efectuar uma redução no horário semanal do pessoal oficinal de 48 horas para 46,5 horas. A E.N.I. registou um apreciável aumento de trabalho e de vendas que atingiram um volume total de 50 000 contos, representando dessa forma um aumento de 70% em relação ao ano anterior. A empresa estava a estudar possibilidades de expansão da sua actividade com o estabelecimento de delegações em Angola e Moçambique, e ainda a participação numa empresa especializada no sector da refrigeração e de ar condicionado, possivelmente a constituir em 1971. Ainda neste ano o centro de processamento de dados que a Lisnave utilizava em conjunto com outras empresas, foi transformado numa sociedade anónima designada por Teledata - Centro de Processamento de Dados S.A.R.L. Esta nova empresa tinha como capital social 10 000 contos, da qual a Lisnave detinha uma participação de 10%.

### 1971
É inaugurada com pompa e circunstância a 23 de Junho a Doca 13, designada por Doca Alfredo da Silva, em homenagem a um dos maiores industriais portugueses de sempre, com uma capacidade de docagem até 1 milhão de toneladas, era a maior doca seca do mundo. Presidiu à cerimónia o Chefe de Estado Almirante Américo Thomaz, assim como vários membros do governo, entidades oficiais estrangeiras e de armadores nacionais e internacionais.  Com esta inauguração aumentou substancialmente a capacidade de docagem do estaleiro, assim como novas possibilidade de trabalho. Só com uma doca de tal grandeza poderiam ter sido reparados na Margueira navios-tanque como o ESSO Cambria ou o Universe Patriot. A actividade de reparação naval em 1971 prosseguiu a bom ritmo tendo sido docados 18 100 000 toneladas na Margueira e de 31 245 tonleladas na Rocha, representando um acréscimo de 32% face ao ano anterior. No conjunto dos dois estaleiros foram docados 559 navios, dos quais se destaca pela sua complexidade a reparação efectuada ao navio-tanque ESSO Cambria, pois as chapas de fundo do navio estavam muito danificadas e precisaram de uma grande reparação, que efectuada em utilização simultânea das docas 11 e 13 do a adopção de uma nova técnica de grandes blocos pré-fabricados, permitiu a sua substituição num curto espaço de tempo, conseguindo entregar o navio ao respectivo armador 20 dias antes da data. Foram ainda reparados os seguintes navios de grande tonelagem: Santa Augusta, Polarbris e o Uniserve Patriot. O Estaleiro da Rocha, efectuou essencialmente para o mercado internacional, várias reconversões de navios estrangeiros e ainda "jumboizing" de 4 navios para a "ZIM Israel Navigation" e de 5 navios para as "Messageries Maritimes" sendo o número total de navios reparados na Rocha de 444, destes 85 eram estrangeiros. Foi um ano no qual vários armadores decidiram instalar sistemas de gás inerte, sendo desse modo encomendados à empresa a montagem de 14 sistemas. Houve um aumento substancial de trabalho nas oficinas de Mecânica e de Tubos. Em comparação com o ano anterior o número de horas aumentou em 40% e 60% respectivamente. É de salientar que a porta da Doca Alfredo da Silva (de 1700 toneladas de aço) foi construída no Estaleiro da Rocha. Foi ainda obridade a encomenda para a construção de um casco completo para um petroleiro de 132 000 toneladas. Foram terminados o trabalho de expansão para Norte das oficinas de Mecânica e de Tubos e começou-se a expansão para Sul da Mecânica, foi adquirido diverso equipamento para estas oficinas, de salientar a aquisição de uma maquina de equilibragem dinâmica com capacidade para peças de 40 toneladas. Foi montada uma nova caldeiraria destinada a trabalhos diversificados de reparação naval. No fim do ano alterou-se o horário do pessoal operário, o qual, a partir de 1 de Janeiro de 1972, passou a ser de 45 horas por semana em vez de 46,5 horas semanais.
A E.N.I. durante o ano de 1971 continuou a expandir-se, tendo o seu volume de vendas atingido cerca de 90 000 contos, dos quais metade correspondia a trabalhos efectuados no sector industrial. Foi fundada uma empresa especializada nos sectores da refrigeração e de ar condicionado, a FRINIL - Frio Naval e Industrial S.A.R.L.
Foi também fundada em associação com o Grupo holandês da Lips uma sociedade especializada na reparação de hélices, denominada Repropel - Sociedade de Reparação de Helices, Lda. da qual a Lisnave detém 50% do capital desta nova empresa. No final do corrente ano, a Lisnave e a firma Sueca Nicoverken A.B. de Gotemburgo, assinaram um acordo de cooperação que entrará em vigor em 1972, com vista à formação de uma nova empresa de seu nome LISNICO - Serviço Marítimo Internacional Lda. na qual a Lisnave irá deter 50% do seu capital social, esta nova empresas vai-se dedicar a reparações navais feitas em viagem utilizando grupos de pessoal especializado. Foi aumentada a rede de representantes da Lisnave em todo o mundo com a assinatura dos contratos com as seguintes firmas: Le Grand (Paris) e Aall & Co. (Kobe) Japão.

### 1972
Neste ano, no mês de Março, deixou o cargo de Administrador-Delegado, o Eng.º António Vasco José de Mello, devido ao facto de ter atingido o limite de idade normalmente considerado na empresa para os efeitos de aposentação, cargo que ocupava desde 28 de Março de 1968. Para efectivar a sua substituição foi convidado para preencher esse lugar o Eng.º Manuel Perestrello de Vasconcellos, que desempenhava na altura as funções de Director-Adjunto da Administração, tendo sido anteriormente Director da Produção. Apesar da acentuada queda no mercado geral de fretes dos navios-tanques, que em muito afectou a actividade do sector de reparações navais, a Lisnave ultrapassou pela primeira vez na sua história o valor bruto da produção a cifra dos 2 milhões de contos, representando um aumento de 39% face ao ano anterior. O mesmo podemos referir quanto a tonelagem global dos navios-tanques docados na Margueira atingindo os 25 milhões de toneladas de porte, ou seja, mais 41% do que em 1971. Entrou ao serviço as instalações automáticas de construção de painéis, que elevaram a capacidade de produção anual do estaleiro em trabalho de aço, para mais de 60 000 toneladas. Do total da facturação respeitante ao ano de 1972, verifica-se que 86% desse valor resulta de trabalhos efectuados em navios de armadores estrangeiros. No que toca a trabalhos de conversão foi adjudicado o "jumboizing" de 2 navios contentores Hapag-Lloyd, de 17 000 toneladas de porte, nos quais se efectuaram a incorporação de um novo corpo central com cerca de 900 toneladas. Como consequência do aumento dos navios docados, registou-se um acréscimo considerável, durante o último ano, de trabalhos de lavagem a alta pressão. O Estaleiro da Rocha efectuou cerca de 6 "jumboizings", sendo a maioria efectuados na doca 1, constituindo assim uma boa ocupação do estaleiro, visto neste ano a sua actividade ter apresentado um decréscimo em 20% da sua actividade. Com vista a aumentar o número de barcos estrangeiros que possam repara neste estaleiro, fez-se no presente ano, esforços especiais de prospecção de mercado, nas Ilhas Canárias, no sentido de conseguir a reparação de navios de pesca, sendo positivos os resultados alcançados com esse esforço de «marketing». Neste ano foi construído pela primeira vez no nosso país o casco de um grande petroleiro destinado à frota nacional o «Marão», de 133 000 toneladas de porte, cuja entrega à SOPONATA seria efectuada em Maio de 1973. Tendo o casco depois seguido para Gotemburgo na Suécia, onde está a ser efectuado o aprestamento final. O total de salários e ordenados pagos em 1972, incluindo encargos sociais, obrigatórios e facultativos, alcançou o elevado montante de 743 369 contos. Efectuaram-se 257 cursos, frequentados por 2 399, destes cursos, 108 destinaram-se a montadores, serralheiros mecânicos e serralheiros de tubos (com 1047 alunos) e 63 soldadores. O pessoal de chefia, a todos os níveis também frequentou cursos quer na Escola da Lisnave, quer no exterior, foram cerca de 157 pessoas, correspondendo a 54 cursos e seminários, dos quais 13 efectuados no estrangeiro. No sector da formação foram reconhecidos oficialmente pelo Ministério da Educação Nacional, os cursos de nível secundário, equivalentes ao ciclo preparatório, que são administrados na Escola da Lisnave. Passando à rubrica dos acidentes de trabalho, verificando-se assim uma sensível melhoria referente a esta área cerca de - 31%, face a anos anteriores. Procedeu-se à montagem de máquinas-ferramentas na oficina de mecânica. Iniciou-se os trabalhos de alargamento do edifício das docas, com vista à instalação de novos balneários e refeitórios, considerados indispensáveis. Em julho do presente ano foi inaugurado o Posto Médico da Margueira onde foram investidos 20 000 contos. Este novo posto médico destina-se a atender beneficiários e familiares, dotado de uma adequada distribuição de gabinetes médicos para consultas de clínica geral e de especialidades, um laboratório de análises clinicas e equipamento de radiologia. Tendo o Estaleiro da Margueira atingido o seu limite máximo, a Empresa foi obrigada a delinear um projecto de expansão dentro de outros moldes, foi assim que dentro dessa nova orientação, a Lisnave tomou posição accionista no estaleiro de Curaçao (N.V. Curaçaose Dok Maatschappij) no montante equivalente a 1 milhão de dólares, estando também ligado ao novo projecto dos Estaleiros Navais de Setúbal - SETENAVE. A expansão da E.N.I. no mercado de instalações navais e industriais (reparações, montagens e contratos de conservação nos campos eléctrico, electrónico e de instrumentos) continuou a processar-se em bom ritmo, tendo o seu volume de vendas atingido 141.000 contos e o total de efectivos contando já com cerca de 800 pessoas. Projectava-se constituir em 1973 empresas suas associadas com actividades idênticas, em Angola (ENIANG), em Moçambique (ENIMOC) e no Brasil (ENIBRÁS). Quanto às associadas GASLIMPO, REPROPEL e LISNICO a sua actividade também se alargou atingindo um total de 162 000 de vendas. No conjunto das três empresas, trabalhavam no final do ano cerca de 820 pessoas. Realizou-se a integração da Teledata na NORMA, passando a NORMA-Teledata a deter um capital de 20 000 contos. A Lisnave adquiriu ainda uma posição no capital social da firma Electro-Arco S.A.R.L. empresa especializada na fabricação de eléctrodos e outro material de soldadura.

### 1973
Durante o primeiro trimestre deste ano, verificou-se um considerável abrandamento na procura de docagens e até mesmo o cancelamento de reservas de doca já efectuadas, devido à crise energética ocorrida durante este período. Contudo no segundo semestre deu-se uma certa recuperação, com a docagem de navios embora de menor porte, docando tantos navios como em 1972. Refira-se que no final de Setembro. o ritmo de trabalho do estaleiro foi prejudicado pelo acidente registado na doca 13, com o aluimento de cerca de 200 m da parede leste da doca. O acidente não provocou acidentes pessoais nem materiais visto se encontrarem nesse momento 2 navios a serem reparados nessa doca, sendo os mesmos reparados conforme planeado e entregues aos respectivos armadores. Do respectivo acidente resultou a paragem de 2 meses e meio da doca, perturbando desta forma todo o programa de docagens. Graças a um esforço de conjunto e a interacção e flexibilidade de utilização das outras docas permitiu que este acidente, não tivesse efeitos mais graves na vida do estaleiro. A empresa de modo a evitar uma situação que pudesse levar a uma redução forçada do nível de emprego, efectuou uma revisão dos seus programas de docagem assim como vários outros tipos de trabalho revelando-se uma solução acertada. Existindo a possibilidade da reabertura do Canal do Suez, abrem-se também novas perspectivas para o tráfego internacional do petróleo, que se farão repercutir na indústria de construção e reparação naval. Segundo estudos efectuados na época iria registar-se uma diminuição dos portes dos navios-tanques, devido ao automático abandono da Rota do Cabo, que desde 1967 vinha sendo usada como a principal rota do petróleo. A Associação dos Armadores Japoneses acreditava que com a reaberura do Canal se iriam reduzir até 15% das necessidades de tonelagem dos petroleiros à escala mundial. Essa mesma reabertura (prevista para 1974) era vista com bons olhos pela Lisnave, esperando esta um incremento de negocio no sector das reparações de navios-tanque ate 150.000 toneladas (que eram os mais adquados para essa rota). Neste ano o valor bruto da produção total atingiu 2 862 mil contos, sendo superior ao ano transacto, devido ao desenvolvimento de novos sectores de actividade. Iniciou-se um novo contracto de exploração do estaleiro da Rocha Conde de Óbidos, pertencente à A.G.P.L. sendo renovado por um período de 50 anos. Iniciaram-se duas grande reparações: uma no navio-tanque «Mobil Pegasus» de 212.000 toneladas de porte e outra no navio-tanque «King Agamemmon» de 84 000 toneladas de porte, ao mesmo tempo realizavam-se reparações de grande envergadura nos petroleiros «World Splendour» de 162.000 toneladas de porte e «Hamilton Lopes» de 115.000 toneladas de porte. Com a montagem no ano anterior do novo equipamento de decapagem e a um período mais longo de docagens foi possível à empresa aumentar o volume deste tipo de actividade, sendo à época um mercado em franca expansão. Na Rocha as operações de "jumboizing" em navios de médio porte continuaram ocupar grande parte da sua actividade durante este período, efectuando-se trabalhos em navios franceses «Egee» e «Thisbee», tendo o estaleiro trabalhado um total que excedeu as 5000 toneladas de aço. Pela segunda vez no país foi construído um casco completo de um grande petroleiro para a frota nacional para o novo navio-tanque Marofa de 135 000 toneladas de porte propriedade da SOPONATA, sendo o seu aprestamento final efectuado em Gotemburgo, foi ainda construído o casco completo de um navio de carga destinado à Polónia. Neste ano os efectivos da Lisnave atingiam os 7 715 trabalhadores (mais 8,6% relativo a 1972), sendo que na Rocha trabalhavam 1205 pessoas e na Margueira 6510 pessoas. Foram efectuadas uma melhoria das taxas de remuneração ao pessoal, que incluindo o montante despendido com encargos sociais, o total de remunerações atingiu o valor dos 891.823 contos, representando um acréscimo de 20% face ao ano anterior. Falando ainda nos encargos socais refira-se pela sua importância o montante despendido com os refeitórios onde foram servidas 1.480.000 refeições contra 1.160.000 em 1972 (mais 14%). Devido à empresa estar a colaborar intensivamente no projecto dos Estaleiros da SETENAVE, foram efectuados na Escola da Lisnave 309 cursos, sendo frequentados por 2651 empregados: 143 destinaram-se a montadores, serralheiros mecânicos e serralheiros de tubos, 78 de soldadores, 10 a operários-chefee e os restantes a profissões diversas, recorrendo-se também a cursos no estrangeiro (cerca de 21 cursos). É de salientar que neste período a Lisnave já tinha elaborado cerca de cento e sessenta manuais de tecnologia teórico-prática, assim como dezenas de modelos pedagógicos, filmes e cerca de 16 mil dispositivos, como suporte dos cursos ministrados. Criou-se um sistema de ensino programado, tipo correspondência, com o objectivo de reciclar conhecimentos e preparar intelectualmente os operários para atingirem estádios cada vez mais elevados de conhecimento. As instalações da Escola ocupavam à época uma área de cerca de 4.000 metros quadrados, estando nela instalados salas de aula, laboratório de línguas e oficinas de instrução prática, com postos de trabalho oficinais, que simulavam situações concretas do sector produtivo. Dada a limitação da expansão do Estaleiro, os novos investimentos efectuados durante este período visaram essencialmente a introdução de processos mais automatizados de produção. Foi melhorado o equipamento da oficina de mecânica, instalando-se novas máquinas-ferramenta, foi aumentada a capacidade da cantina das docas, devido à conclusão do alargamento deste edifício. Este refeitório ficou com capacidade para servir cerca de 800 pessoas, concluindo-se em simultâneo a instalação dos balneários das docas, os quais passaram a poder comportar 835 pessoas.
Foram o local da construção de contratorpedeiros e de fragatas para a Marinha Portuguesa. Actualmente os estaleiros pertencem a uma outra empresa, a Navalrocha.

## Empresas acionistas durante a constituição
A carteira de accionistas era constituída pelas seguintes empresas portuguesas:
- Sociedade Geral de Comércio, Indústria e Transportes S.A.R.L.
- SOPONATA - Sociedade Portuguesa de Navios Tanques Lda.
- H. Parry & Son Lda.
- Companhia Nacional de Navegação S.A.R.L.
- Companhia Colonial de Navegação S.A.R.L.
- Antonio Spencer Vieira
- Banco Fonsecas & Burnay

de nacionalidade Holandesa:
- Nederlandsche Dok-en Scheepsbouw Maatschappij v.o.f.
- Wilton-Fijenoord-Bronswerk N. V.
- De Rotterdamsche Droogdok Maatschappij N.V.

de nacionalidade Sueca:
- Eriksbergs Mekaniska Verkstads Aktiebolag
- Kockums Mekaniska Verkstads Aktiebolag.

## Evolução da existência de pessoal
| Ano  | Pessoas |
| ---- | ------- |
| 1958 | 2680    |
| 1959 | 2400    |
| 1960 | 2180    |
| 1961 | 2110    |
| 1962 | 2285    |
| 1963 | 2206    |
| 1964 | 2864    |
| 1965 | 3290    |
| 1966 | 3918    |
| 1967 | 4719    |
| 1968 | 4552    |
| 1969 | 4522    |
| 1970 | 4948    |
| 1971 | 6491    |
| 1972 | 7107    |
| 1973 | 7715    |